# Station Homécourt
Station Homécourt is een spoorwegstation in de Franse gemeente Homécourt.